# Giampiero Moretti
Giampiero Moretti (ur. 20 marca 1940 w Mediolanie, zm. 14 stycznia 2012 tamże) – włoski kierowca wyścigowy, założyciel firmy Momo.

## Kariera
Moretti rozpoczął karierę w wyścigach samochodowych w 1968 roku od gościnnych startów w dywizji 3 European Touring Car Championship, gdzie raz stanął na podium. Z dorobkiem czterech punktów uplasował się na dziewiętnastej pozycji w klasyfikacji generalnej. W późniejszych latach Włoch pojawiał się także w stawce 24-godzinnego wyścigu Le Mans, IMSA Camel GT Challenge, World Sportscar Championship, World Challenge for Endurance Drivers, World Championship for Drivers and Makes, German Racing Championship, FIA World Endurance Championship, European Endurance Championship, SAT 1 Supercup, Interserie Div. 1, IMSA World Sports Car Championship oraz Grand American Rolex Series.
Zmarł w 14 stycznia 2012 na raka.